# The Ultimate Fighter: United States vs. United Kingdom Finale
The Ultimate Fighter: United States vs. United Kingdom Finale（ジ・アルティメット・ファイター：ユナイテッド・ステイツ・ヴァーサス・ユナイテッド・キングダム・フィナーレ、別名The Ultimate Fighter 9 Finale）は、アメリカ合衆国の総合格闘技団体「UFC」の大会の一つ。本大会はリアリティ番組「The Ultimate Fighter」シーズン9のフィナーレとして、2009年6月20日、ネバダ州ラスベガスのザ・パールで開催された。

## 大会概要
シーズン9の決勝戦が行われ、ライト級はロス・ピアソン、ウェルター級はジェームス・ウィルクスのチーム・イギリス勢が優勝し、UFCとの契約を勝ち取った。メインイベントではライト級転向2戦目となったディエゴ・サンチェスがクレイ・グイダから判定勝ちを収めた。
今大会はキム・ウィンスローがUFC初の女性レフェリーとして試合を裁いた。
ファイト・オブ・ザ・ナイトが3試合選出されたのはUFC史上初であった。
キャリア7戦全勝のエドガー・ガルシアがUFCデビュー。

## 試合結果

### プレリミナリィカード
第1試合 ライト級 5分3R
○  ジェイソン・デント vs.  キャメロン・ダラー ×
1R 4:46 アナコンダチョーク
第2試合 ウェルター級 5分3R
○  ニック・オシピチェック vs.  フランク・レスター ×
1R 4:54 チョークスリーパー
第3試合 キャッチウェイトバウト（208ポンド） 5分3R
○  トマシュ・ドルヴァル vs.  マイク・シェスノレヴィッチ ×
1R 4:48 TKO（レフェリーストップ：パウンド）
第4試合 ウェルター級 5分3R
○  ブラッド・ブラックバーン vs.  エドガー・ガルシア ×
3R終了 判定2-1（29-28、28-29、29-28）
第5試合 ライト級 5分3R
○  メルヴィン・ギラード vs.  グレイゾン・チバウ ×
3R終了 判定2-1（29-28、28-29、29-28）

### メインカード
第6試合 ライト級 5分3R
○  ジョー・スティーブンソン vs.  ネイサン・ディアス ×
3R終了 判定3-0（29-28、29-28、29-28）
第7試合 TUF 9ライト級トーナメント 決勝戦 5分3R
○  ロス・ピアソン vs.  アンドレ・ウィナー ×
3R終了 判定3-0（29-28、29-28、29-28）
※ピアソンがトーナメント優勝。
第8試合 ウェルター級 5分3R
○  クリス・ライトル vs.  ケヴィン・バーンズ ×
3R終了 判定3-0（29-28、29-28、29-28）
第9試合 TUF 9ウェルター級トーナメント 決勝戦 5分3R
○  ジェームス・ウィルクス vs.  ダマルケス・ジョンソン ×
1R 4:54 チョークスリーパー
※ウィルクスがトーナメント優勝。
第10試合 ライト級 5分3R
○  ディエゴ・サンチェス vs.  クレイ・グイダ ×
3R終了 判定2-1（28-29、29-27、29-28）

### 各賞
ファイト・オブ・ザ・ナイト：ディエゴ・サンチェス vs. クレイ・グイダ、ジョー・スティーブンソン vs. ネイサン・ディアス、クリス・ライトル vs. ケヴィン・バーンズ
ノックアウト・オブ・ザ・ナイト：トマシュ・ドルヴァル
サブミッション・オブ・ザ・ナイト：ジェイソン・デント
各選手にはボーナスとして25,000ドルが支給された。

### カード変更
- チアゴ・タバレス → グレイゾン・チバウ[1]
- エリック・シェイファー → マイク・シェスノレヴィッチ[2]
- 当初はアンソニー・ジョンソン vs. マット・ブラウンが発表されていたが、両者負傷のためカードは消滅した[3]。